# أندرو جلين
أندرو جلين (بالإنجليزية: Andrew Glyn) هو اقتصادي بريطاني، ولد في 30 يونيو 1943 في Tetsworth ‏ في المملكة المتحدة، وتوفي في 22 ديسمبر 2007.